# Oleguer Pujol Ferrusola
Oleguer Pujol i Ferrusola (Barcelona, 1972) es un empresario español, hijo del expresidente de la Generalidad de Cataluña Jordi Pujol y de Marta Ferrusola.

## Biografía
Nacido en 1972, Oleguer es el menor de los siete hijos del matrimonio Pujol-Ferrusola.
Licenciado de ESADE, se ha dedicado a los negocios inmobiliarios en distintas empresas de Private Equity y Banca de Inversión.
Durante los Juegos Olímpicos de Barcelona 1992 fue uno de los organizadores de la campaña independentista "Freedom for Catalonia" y participó en el boicot contra el rey Juan Carlos I durante el acto de apertura de los juegos. Posteriormente el político catalanista Joaquim Nadal diría que el servicio secreto CESID había tenido bajo vigilancia a Oleguer debido a su participación en estos actos.
En julio de 2014 la Fiscalía Anticorrupción abrió una investigación, que recayó en el juez de la Audiencia Nacional Santiago Pedraz, a Oleguer Pujol por un presunto delito de blanqueo de capitales. Una de las operaciones que levantó fuertes sospechas fue la compra en 2007 de unas oficinas del Banco Santander en Cataluña por más de 2.000 millones de euros. Desde este momento, empezó a ser señalado como uno de los principales implicados en el llamado Caso Pujol. Unos meses después, el 23 de octubre de 2014 fue detenido por la policía y su domicilio registrado, aunque ese mismo día fue puesto en libertad con cargos. Algunos medios de comunicación han señalado a Oleguer como la persona que manejaba la fortuna financiera de la familia Pujol.
Está casado con la interiorista Sonia Soms Ferrer y tiene dos hijos.